# Джефферсон Тауншип (округ Батлер, Пенсільванія)
Джефферсон Тауншип (англ. Jefferson Township) — селище (англ. township) в США, в окрузі Батлер штату Пенсільванія. Населення — 5212 особи (2020).

## Демографія
Згідно з переписом 2010 року, у селищі мешкали 5504 особи в 2241 домогосподарстві у складі 1486 родин. Було 2333 помешкання
Расовий склад населення:
| - 98,7 % — білих - 0,5 % — чорних або афроамериканців - 0,2 % — азіатів - 0,1 % — корінних американців |

До двох чи більше рас належало 0,4 %. Частка іспаномовних становила 0,6 % від усіх жителів.
За віковим діапазоном населення розподілялося таким чином: 21,1 % — особи молодші 18 років, 55,8 % — особи у віці 18—64 років, 23,1 % — особи у віці 65 років та старші. Медіана віку мешканця становила 47,9 року. На 100 осіб жіночої статі у селищі припадало 91,0 чоловіків;  на 100 жінок у віці від 18 років та старших — 86,9 чоловіків також старших 18 років.
Середній дохід на одне домашнє господарство  становив 68 244 долари США (медіана — 56 979), а середній дохід на одну сім'ю — 79 531 долар (медіана — 71 000). Медіана доходів становила 56 042 долари для чоловіків та 31 780 доларів для жінок. За межею бідності перебувало 3,6 % осіб, у тому числі 5,1 % дітей у віці до 18 років та 1,5 % осіб у віці 65 років та старших.
Цивільне працевлаштоване населення становило 2517 осіб. Основні галузі зайнятості: освіта, охорона здоров'я та соціальна допомога — 25,4 %, виробництво — 18,7 %, роздрібна торгівля — 13,3 %, транспорт — 10,4 %.